# Champagne (Vaud)
Champagne – miejscowość i gmina (commune) w zachodniej Szwajcarii, w kantonie Vaud, w okręgu (district) Jura-Nord vaudois. 

## Demografia
W Champagne mieszkają 1073 osoby. W 2021 roku 16% populacji gminy stanowiły osoby urodzone poza Szwajcarią.

## Transport
Przez teren gminy przebiega autostrada A5.